# Gibbula racketti
Gibbula racketti là một loài ốc biển, là động vật thân mềm chân bụng sống ở biển thuộc họ Trochidae, họ ốc đụn.

## Miêu tả

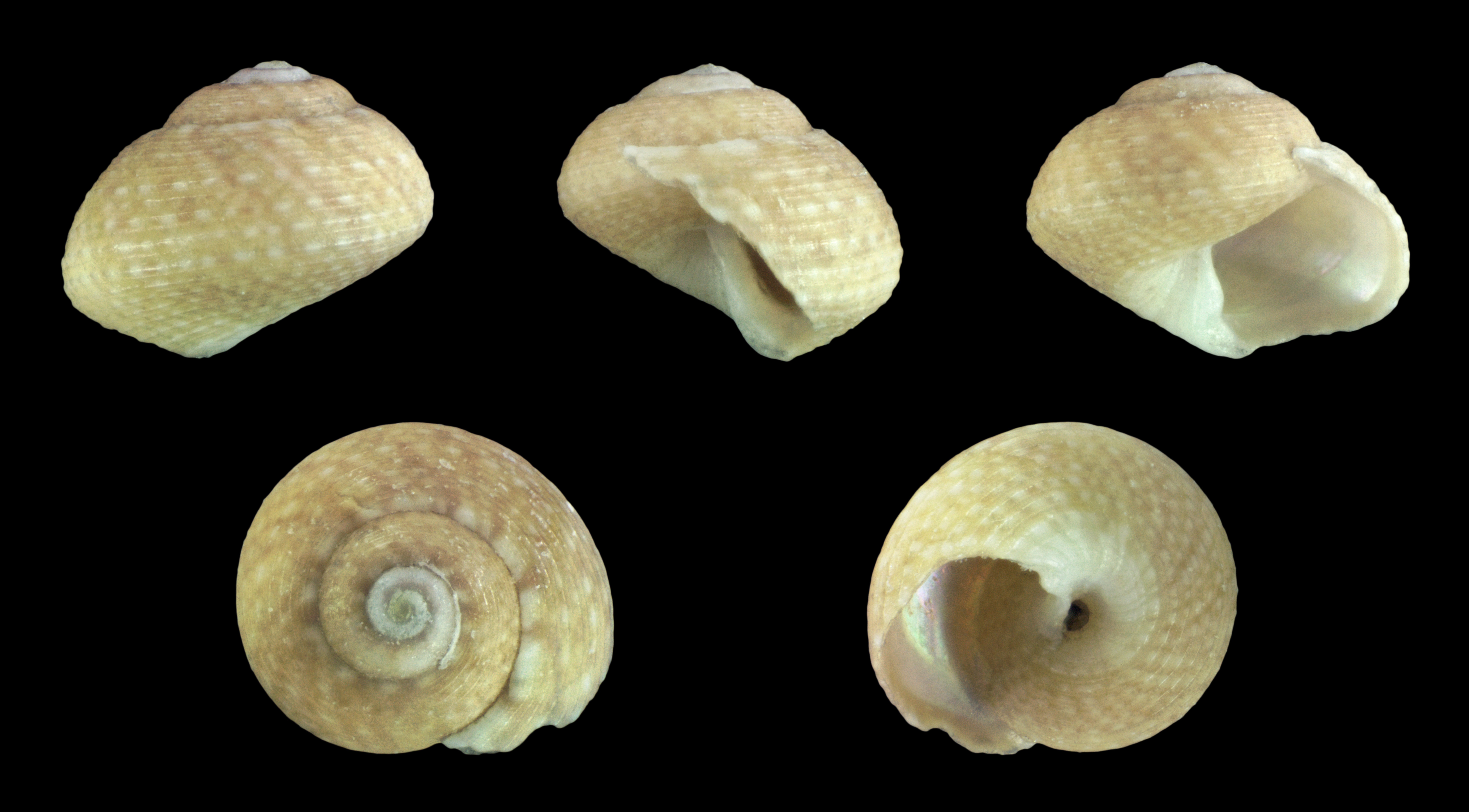
var. pygmaea